# هنري فايفر
هنري فايفر (بالإنجليزية: Henry Pfeiffer)‏ هو شخصية أعمال أمريكي، ولد في 1857، وتوفي في 1939.